# Geills Turner
Pour les articles homonymes, voir Turner.
Geills Turner (née Kilgour), née le 23 décembre 1937 à Winnipeg (Manitoba), est la femme du premier ministre du Canada, de juin 1984 à septembre 1984, John Turner.  

## Biographie
Ainée d'une famille de trois enfants, son prénom se prononce Jill. Elle est également la petite-nièce de John McCrae, soldat et auteur du poème In Flanders Fields et sœur du député du parlement de l'Alberta, David Kilgour. Son père a été chef de direction de la Great West Life Assurance Compagny.
Étudiante à l'Université McGill, elle excelle en mathématiques et en physique. Elle étudie ensuite à la Harvard Business School, mais quitte les États-Unis lorsqu'elle se rend compte que les firmes d'investissement New-Yorkaises ne semblent pas intéressées à embaucher une femme. De retour à Montréal, elle est embauchée par IBM.
Employée au bureau électoral de la première campagne de John Turner en 1962, elle amène l'utilisation d'ordinateur durant la campagne. Ils se marient en 1963 et ont quatre enfants, Elizabeth (1964), Michael (1965), David (1968) et James Andrew (1972),.
Après la carrière politique de son mari, le couple s'installe à Toronto où elle entame une formation en photographie à l'Université Ryerson.
En 2001, elle fait les manchettes après avoir eu un accident avec sa fourgonnette et est accusée de conduite erratique. Elle explique alors avoir été distraite pour sauver son chien.
En mars 2008, elle intente une action en justice à la Cour supérieure de l'Ontario contre la ville de Guelph, pour obtenir la possession de médaille de guerre de John McCrae et qui avait été donnée par la ville à la Maison McCrae de 1997 à 2005. Le litige se règle avec le maintien des médailles dans le musée,.